# 镜泊镇
镜泊镇，是中华人民共和国黑龙江省牡丹江市寧安市下辖的一个镇。
2017年9月13日，黑龙江省民政厅批复同意撤销镜泊乡，设立镜泊镇。

## 行政区划
镜泊镇下辖以下地区：
镜泊村、湾沟村、复兴楼村、后渔村、庆丰村、五峰楼村、永丰村、湖南村、金家村、褚家村、北石村、湖西村、城子村、良种场村、东大泡村、小夹吉河村和江北村。